# Конституционный референдум в Боливии (2016)
Конституционный референдум 2016 года в Боливии состоялся 21 февраля по инициативе правящей партии, Движение к социализму. Избирателям было предложено одобрить поправку в Конституцию 2009 года, которые позволили бы президенту и вице-президенту баллотироваться на третий срок подряд. В результате предложенная поправка была отвергнута большинством (51,3 %) участников голосования.

## Предыстория
Статья 168-я Конституции Боливии 2009 года позволяет президенту и вице-президенту переизбираться только один раз, ограничивая число сроков двумя. Правящая партия, Движение к социализму — Политический инструмент за суверенитет народов (исп. Movimiento al Socialismo–Instrumento Político por la Soberanía de los Pueblos, MAS-IPSP) инициировала процесс внесения изменений в эту статью с целью добиться для своего лидера, президента Боливии Эво Моралеса, права выставить свою кандидатуру на пост главы государства в третий раз. Референдум был утверждён совместной сессии Многонационального законодательного собрания 26 сентября 2015 года 112 голосами «За» при 41 голосе «Против». Закон №757, который назначал проведение референдума об изменении конституции, был принят 113 голосами при 43 против и обнародован 5 ноября 2015 года.
Референдум проводился в соответствии с «актом надлежащего управления», который запрещает предвыборную агитацию за несколько дней до голосования. Также власти запретили продажу и употребление алкоголя за 48 часов до проведения референдума.
Участникам голосования предстояло утвердить или отклонить проект изменения 168-й статьи Конституции государства. Допустимы были только ответы «да» или «нет», в то время как при других вариантах бюллетени признавались недействительными. Голосование большинства избирателей за вариант «да» позволило бы президенту Эво Моралесу и вице-президенту Альваро Гарсия Линера баллотироваться на свои посты в 2019 году. В таком случае для Моралеса это были бы уже третьи перевыборы. Первый президентский срок ему не зачли решением суда, так как ограничение на переизбрание было введено только в 2009 году, то есть после первого избрания Моралеса президентом.

## Кампания
За изменение 168-й статьи Конституции высказались Движение к социализму и организации входящие в Пакт Единства (исп. Pacto de Unidad) и Национальный совет за перемены (исп. Consejo Nacional por el Cambio, CONALCAM). Переизбрание президент Эво Моралеса, в частности, поддержали такие популярные в стране фигуры как бывшие футболисты Марко Антонио Этчеверри, Луис Кристальдо и Мигель Анхель Римба.
Против изменения конституции выступили Социал-демократическое движение, Фронт национального единства, Гражданский комитет потосинистов, движение «Суверенитет и свобода», Революционный фронт левых, Националистическое революционное движение и Христианско-демократическая партия. Против увеличения количества сроков для президента высказались экс-президент Карлос Меса; мэр Ла-Паса Луис Ревилья; губернатор Санта-Крус Рубен Костас; губернатор Тарихи Адриан Олива; мэр Кочабамбы Хосе Мария Лейес; губернатор Ла-Паса Феликса Паци и бывший министр Сесилия Чакон.

## Опросы
| Компания            | Дата публикации | Да   | Нет  | Затруднились ответить |
| ------------------- | --------------- | ---- | ---- | --------------------- |
| IPSOS               | 26 октября 2015 | 49 % | 39 % | 11 %                  |
| Mercados y Muestras | 5 декабря 2015  | 40 % | 54 % | 6 %                   |
| IPSOS               | 29 декабря 2015 | 45 % | 50 % | 5 %                   |
| MORI                | 11 января 2016  | 41 % | 37 % | 19 %                  |
| IPSOS               | 13 января 2016  | 38 % | 44 % | 14 %                  |
| Captura Consulting  | 10 февраля 2016 | 44 % | 41 % | 15 %                  |
| MORI                | 12 февраля 2016 | 40 % | 40 % | 11 %                  |
| IPSOS               | 12 февраля 2016 | 40 % | 41 % | 15 %                  |
| Mercados y Muestras | 14 февраля 2016 | 28 % | 47 % | 25 %                  |

## Наблюдение за голосованием
Наблюдение за голосованием осуществляла миссия ОАГ во главе с экс-президентом Доминиканской Республики Леонелем Фернандесом Рейна, представители Управления Верховного комиссара ООН по правам человека и миссия Союза южноамериканских наций во главе с Роберто Конде и Хайме Хосе Бестардом.

## Результаты
| Ответ                 | Голоса    | %     |
| --------------------- | --------- | ----- |
| За                    | 2 546 135 | 48,71 |
| Против                | 2 682 517 | 51,29 |
| Недействительные      | 262 267   | —     |
| Всего                 | 5 490 919 | 100   |
| Зарегистрировано/Явка | 6 502 069 | 84,45 |
| Источник: OEP         |           |       |

### Результаты по департаментам
| Департамент   | Да     | Нет    |
| ------------- | ------ | ------ |
| Чукисака      | 44,8 % | 55,2 % |
| Ла Пас        | 55,8 % | 44,1 % |
| Кочабамба     | 54,9 % | 45,1 % |
| Санта-Крус    | 39,6 % | 60,4 % |
| Тариха        | 39,9 % | 60,1 % |
| Потоси        | 46,8 % | 53,2 % |
| Оруро         | 52 %   | 48 %   |
| Бени          | 39,3 % | 60,7 % |
| Пандо         | 46 %   | 54 %   |
| Источник: OEP |        |        |